# Stefan Nowak (socjolog)
Stefan Nowak (ur. 21 października 1924 w Warszawie, zm. 6 września 1989 tamże) – polski socjolog, profesor nauk społecznych, członek korespondent Polskiej Akademii Nauk.

## Życiorys
Do wybuchu II wojny światowej był uczniem Liceum im. Reytana w Warszawie, które ukończył eksternistycznie w 1946 roku. Studiował socjologię na Uniwersytecie Warszawskim w latach 1946–1951; był uczniem Stanisława Ossowskiego. Był prekursorem zastosowania metody ankietowej w socjologii polskiej. Sformułował tezę o istnieniu w Polsce próżni socjologicznej.
W 1958 roku na Wydziale Filozoficznym Uniwersytetu Warszawskiego uzyskał stopień doktora za rozprawę pt. Prawa ogólne, zdania historyczne i wyjaśnienia przyczynowe w socjologii, a w 1962 na tym samym wydziale habilitację za pracę Struktura, geneza i dynamika ideologii społecznej studentów Warszawy. W 1987 został profesorem zwyczajnym, w 1989 członkiem korespondentem PAN. W latach 1976–1983 był przewodniczącym Polskiego Towarzystwa Socjologicznego.
Pochowany wraz z żoną na cmentarzu ewangelicko-augsburskim w Warszawie (aleja 12, grób 41).

## Życie prywatne
Jego żoną była Irena Nowak. 

## Główne publikacje książkowe
- Metodologia badań socjologicznych (1970)
- Teorie postaw (1973, red.)
- Metodologia badań społecznych (1985), ISBN 978-83-01-14999-4
- Ciągłość i zmiana tradycji kulturowej (1989, red.), ISBN 83-01-06511-7